# ルアークオーディオ
ルアークオーディオ（英: Ruarkaudio）は、1985年にイギリスのエセックス（Essex）で創業したオーディオブランドである。ライフスタイルオーディオで有名である。

## 概要
イギリスの家具メーカーで働いたブライアン・オルーク（Brian O`Rourke）と彼の息子のアラン・オルーク（Alan O`Rourke）が共同創設。初期はルアーク・アコースティックス（Ruark Acoustics）として設立された。2000年代から一体型オーディオを発売しながら現在のルアークオーディオになった。本国イギリスを含め、約20ヵ国以上で販売されている。

## 主なモデル

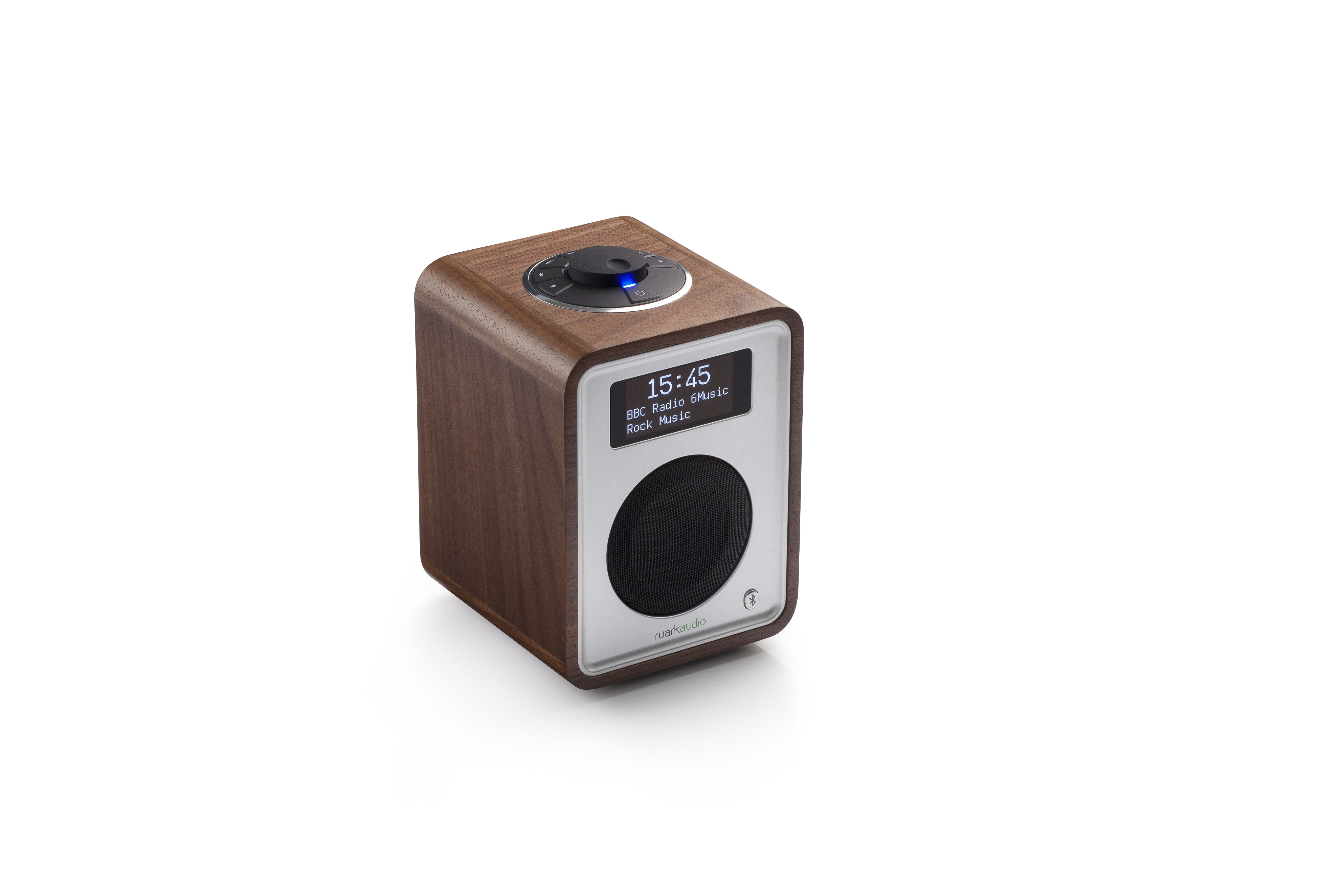
Ruarkaudio R1 Mk3

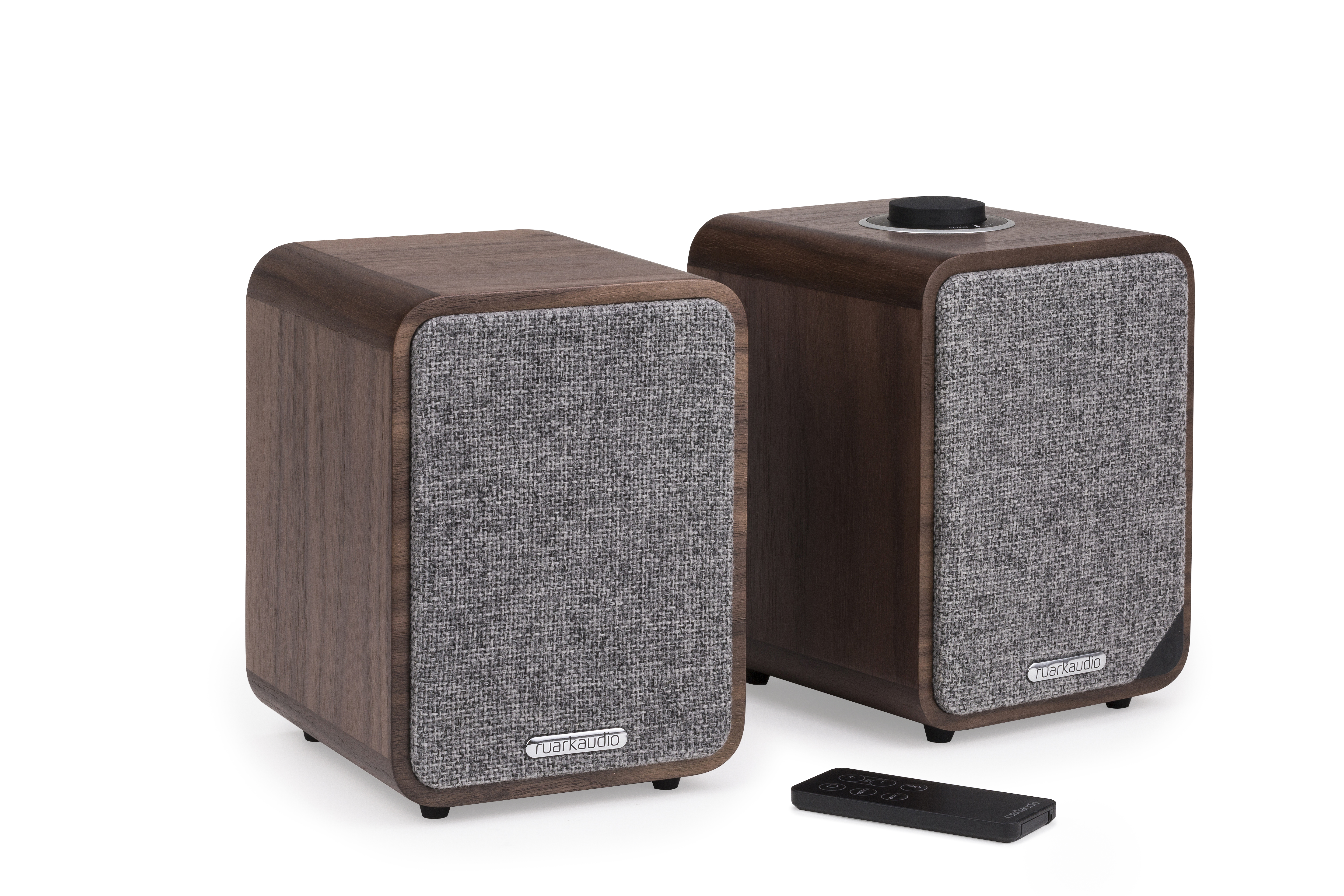
Ruarkaudio MR1 Mk2

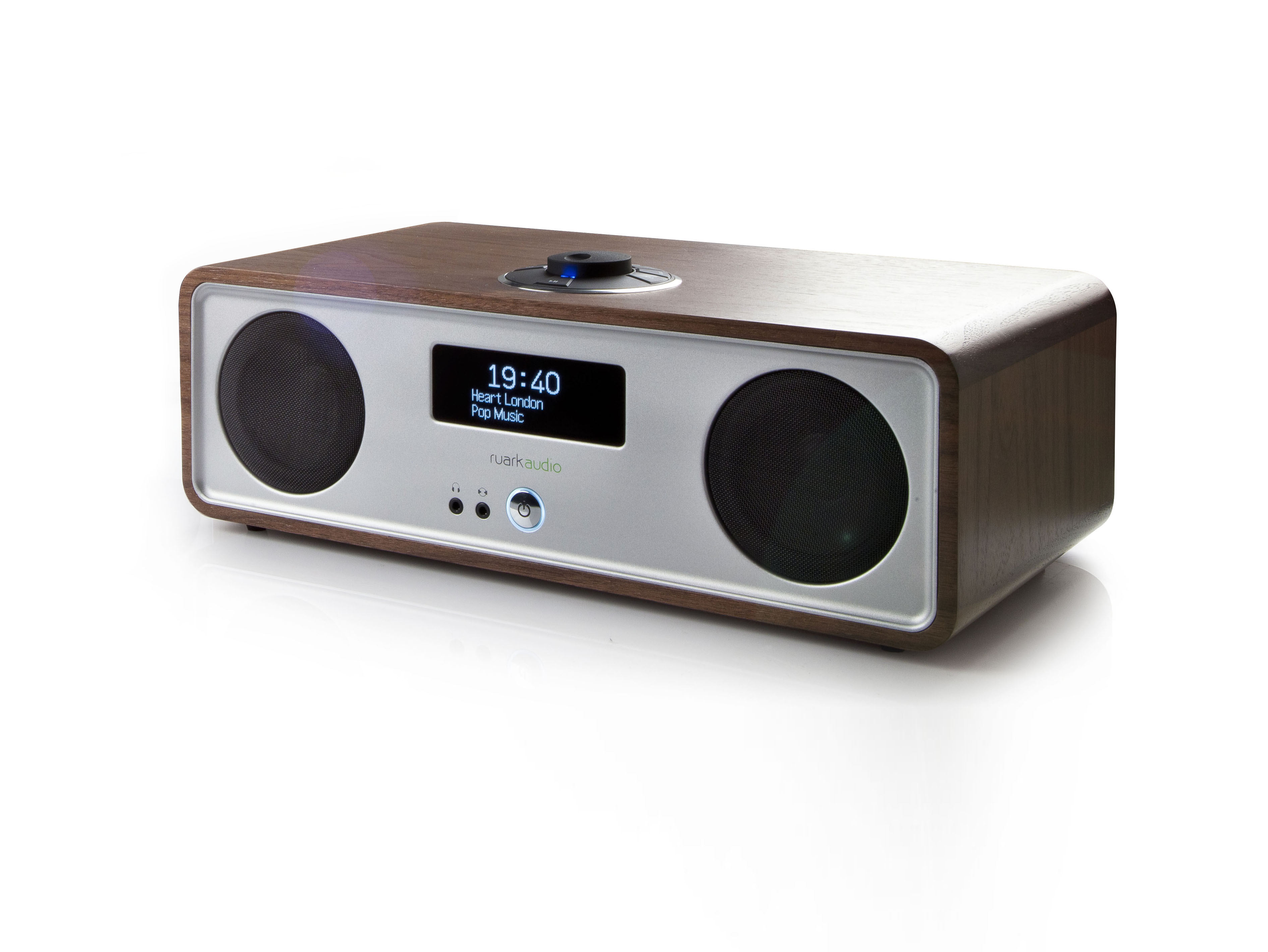
Ruarkaudio R2 Mk3

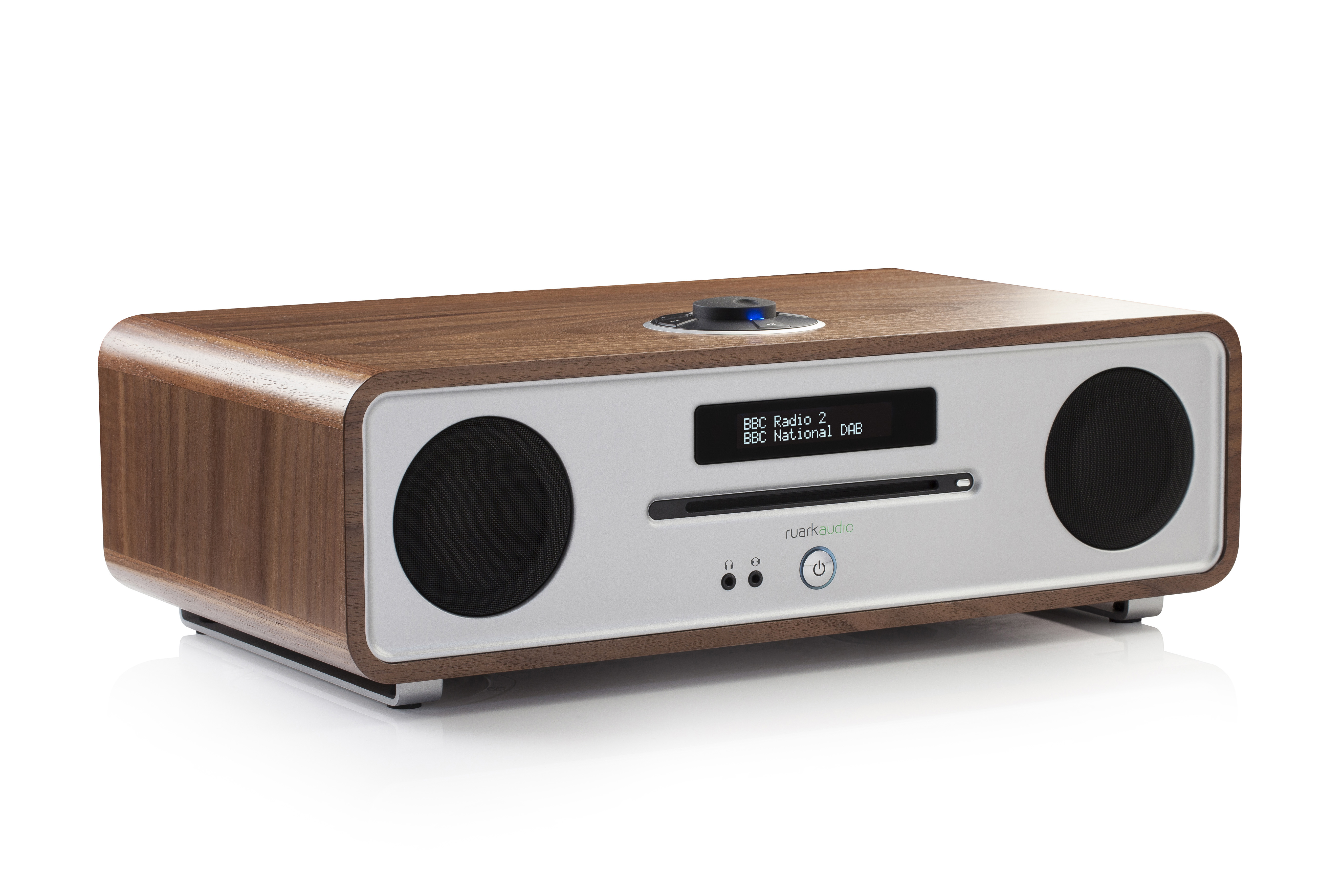
Ruarkaudio R4 Mk3

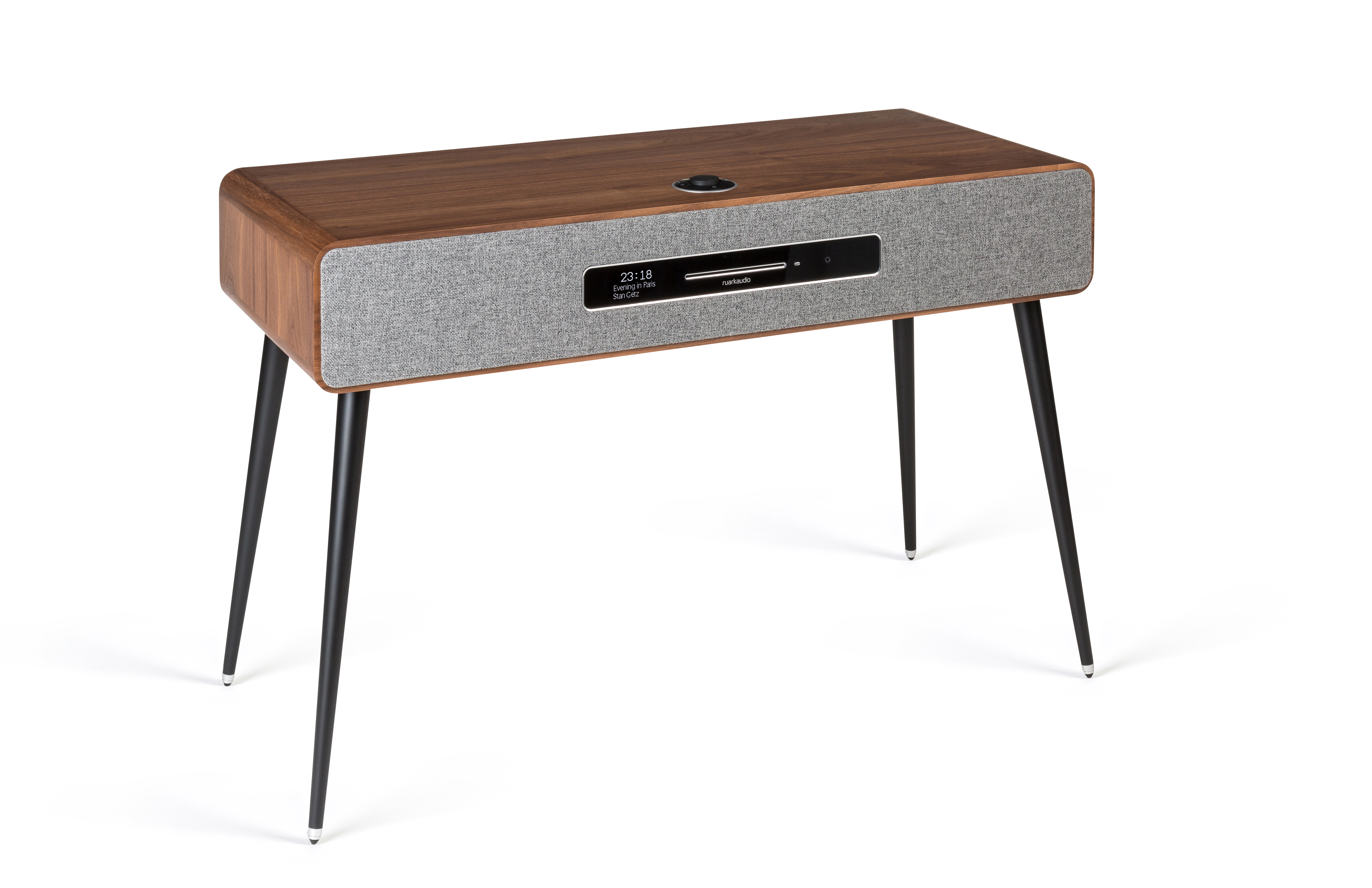
Ruarkaudio R7 Mk3

下記のラインアップでバージョンアップモデルを発売する。
R1
コンパクトスタイルBluetoothミュージックシステム。
MR1
テーブルトップ型Bluetoothスピーカー。
R2
テーブルトップスタイルストリーミングミュージックシステム。
R4
テーブルトップスタイルCD一体型ミュージックシステム。
R7
ハイエンドモデル。スロットローディングのCDプレーヤー、Bluetooth機能、Wi-Fiネットワーク対応。